# 伊藤洋一のRound Up World Now!
伊藤洋一のRound Up World Now!（いとうよういちのラウンドアップワールドナウ）は、ラジオNIKKEIで、1998年10月から放送されているラジオ番組。

## パーソナリティ
- 伊藤洋一（三井住友トラスト基礎研究所主席研究員）
- 加藤満理子（フリーアナウンサー、2014年7月～）

### 過去の出演者
- 小野慶子（1998年10月～1999年9月、2001年4月～2002年3月）
- 榎本麻子（1999年10月～2001年3月）
- 宮坂珠理（2002年4月～9月）
- 山本郁（2002年10月～2003年9月）
- 千ヶ崎公子（2003年10月～2005年3月）
- 岸田恵美子（ラジオNIKKEI兜倶楽部記者、2005年4月～2014年6月）

## 放送時間
- ラジオNIKKEI第1放送/インターネット・ライブストリーミング（パソコン/ウィルコム W-ZERO3向け）/ケータイ ライブ1（NTTドコモ向けiアプリ）
毎週金曜日　22:30～23:00（30分）
- また、この番組は同局ホームページでのオンデマンド再生や、ポッドキャスティングでも聴取することが出来る。

## 主なコーナー
- 今週のニュースファイル

国内・海外で起こったさまざまな社会・経済関連の出来事・トピックスを解説する。まず、一週間の主な出来事を岸田が紹介し、その後伊藤が短く解説する。重要なものは後に回して詳細に解説する。
- 今週の気になる作品

毎週一つ、本や映画などから、伊藤が気になるものを紹介する。取り上げた作品については、番組の公式サイトでも掲載している。
- CHECK THE TOMORROW

来週の日本経済の動向、国内外での主要指標発表日など、予定について紹介する。